# Ordem da Cruz de Grunwald
Ordem da Cruz de Grunwald (em polonês: Order Krzyża Grunwaldu) foi uma condecoração militar criada em novembro de 1943 pelo alto comando da Gwardia Ludowa, durante o movimento de resistencia da ocupação da Polônia, organizado pelo Partido dos Trabalhadores Polacos, após a divulgação do Massacre de Katyn.  Foi atribuída a militares e civis, guerrilheiros e combatentes subterrâneos por atos de bravura e coragem no campo de batalha, além de comandantes por excelente serviço na organização e direção das operações militares. Além dos homenageados, suas próprias unidades militares também eram condecoradas. 
Em 20 de fevereiro de 1944 ela foi reafirmada pelo Concelho Nacional de Estado, em 22 de dezembro o Comitê da Liberação Nacional Polaca e mais tarde, em 17 de fevereiro de 1960 pelo governo da República Popular da Polónia. Conferida a militares poloneses ou aliados por seu valor ou mérito em combate com a Alemanha Nazi. 
Após o fim da Segunda Guerra Mundial continuou a ser concedida ao comandantes com méritos ou contribuições excepcionais para o desenvolvimento das Forças Armadas Polacas. 
Ninguém foi condecorado desde 1987. Após 1989, sob pressão da direita perdeu seu significado e importância original e passou a ser vista como simples objeto de condecoração comunista. Expirou em 22 de dezembro de 1992, por oredem do então Presidente da Polônia, Lech Wałęsa, através do Parlamento, em 1992. 

## Classes
A resolução do Conselho Nacional estabeleceu formalmente a Ordem da Cruz de Grunwald como o prêmio mais alto do estado e estabeleceu um regulamento temporário com as condições especificas para cada classe. O prêmio só poderia ser dado uma única vez, independentemente da classe. 
O prêmio da Classe I foi dado a proeminentes figuras políticas e públicas, bem como comandantes poloneses e estrangeiros, como Władysław Sikorski, Konstantin Rokossovsky, Nikolai Kuznetsov e Dwight D. Eisenhower. 
| Classe | Descrição | Detalhes | Quantidade |
| ------ | --- | --- | ---------- |
| I      | Por levar a cabo e vencecer grandes operações militares, por notáveis realizações de grande importância na organização das Forças Armadas e por defender o Estado Secreto Polaco. | Fabricada em ouro. Uma cruz equilátera retangular moldada lisa e polida, que mede 55 x 55 mm. No anverso, no centro, está um escudo triangular, no qual existem duas espadas paralelas apontadas para baixo. No verso, exatamente ao centro há outro escudo triangular, mas este com a inscrição "1410/KG/1944", em friso. Usa-se com uma fita de pescoço de 30 mm. | 71         |
| II     | Por notável distinção colocada à prova numa divisão no campo de batalha, grande experiência nas divisões e por notável contribuição para o trabalho secreto.                      | De prata. Possui apenas o escudo frontal banhado a ouro. Mede 45 x 45 mm. O anverso e reverso possuem as mesmas características da Cruz de Grunwald Classe I. | 346        |
| III    | Por façanhas pessoais no campo de batalha ou contribuição com o trabalho secreto.                                                                                                 | Feita inteiramente de prata. Possui as dimensões 45 x 45 mm. Possui as mesmas características da Classe I, porém a inscrição do verso é feita em baixo-relevo. | 5321       |